# لیپووتس
لیپووتس (به اوکراینی: Липовець) شهری در استان وینیتسیا در کشور اوکراین واقع شده‌است. جمعیت این شهر ۸,۰۹۳ نفر (۲۰۲۱ تخمینی) است.